# Classe Omaha
Le dieci unità della classe Omaha erano incrociatori leggeri varati nel corso della prima guerra mondiale per la United States Navy.

## Sviluppo
All'inizio del XX secolo, la situazione che la Marina degli Stati Uniti aveva nel settore incrociatori era alquanto incerta.
Durante la Guerra di Secessione le unità corsare avevano dimostrato l'utilità delle navi leggere e ben armate, ma negli scenari previsti nel primo '900 non vi erano programmi per la guerra di corsa della Marina USA, e gli incrociatori leggeri, eredi di quella filosofia, non trovavano spazio.
Nel mentre alcuni ottimi tipi di incrociatori corazzati americani, abbastanza potenti da essere considerabili come corazzate di terza classe, divennero obsoleti quando apparve l'incrociatore da battaglia.
Inoltre la Marina USA, che non doveva difendere possedimenti oltremare eccetto le Filippine, non necessitava di incrociatori leggeri alla stessa maniera degli inglesi e tedeschi.
L'unica necessità che la flotta statunitense poteva esprimere per gli incrociatori era l'esplorazione a favore della flotta da battaglia, molto potente, che possedevano, ma il problema era la mancanza di velocità sufficiente per compiere questo ruolo. A quel punto, nel 1904, la marina inglese introdusse l'HMS Amethyst, classe Gem, dotato di turbine, e allora anche gli americani decisero per il varo di 3 unità, la Classe Denver, essenzialmente per valutare le turbine come mezzo pratico per le navi leggere.
Passò un altro decennio prima che gli USA, seguendo l'esempio inglese e tedesco, mettessero mano a una nuova classe di nave, la Omaha, 10 navi con caratteristiche molto elevate, sia in termini di velocità che armamento, anche se non di protezione.

## Unità
- USS Omaha (CL-4)
- USS Milwaukee (CL-5)
- USS Cincinnati (CL-6)
- USS Raleigh (CL-7)
- USS Detroit (CL-8)
- USS Richmond (CL-9)
- USS Concord (CL-10)
- USS Trenton (CL-11)
- USS Marblehead (CL-12)
- USS Memphis (CL-13)